# Palacio de Santa Cruz (Madrid)

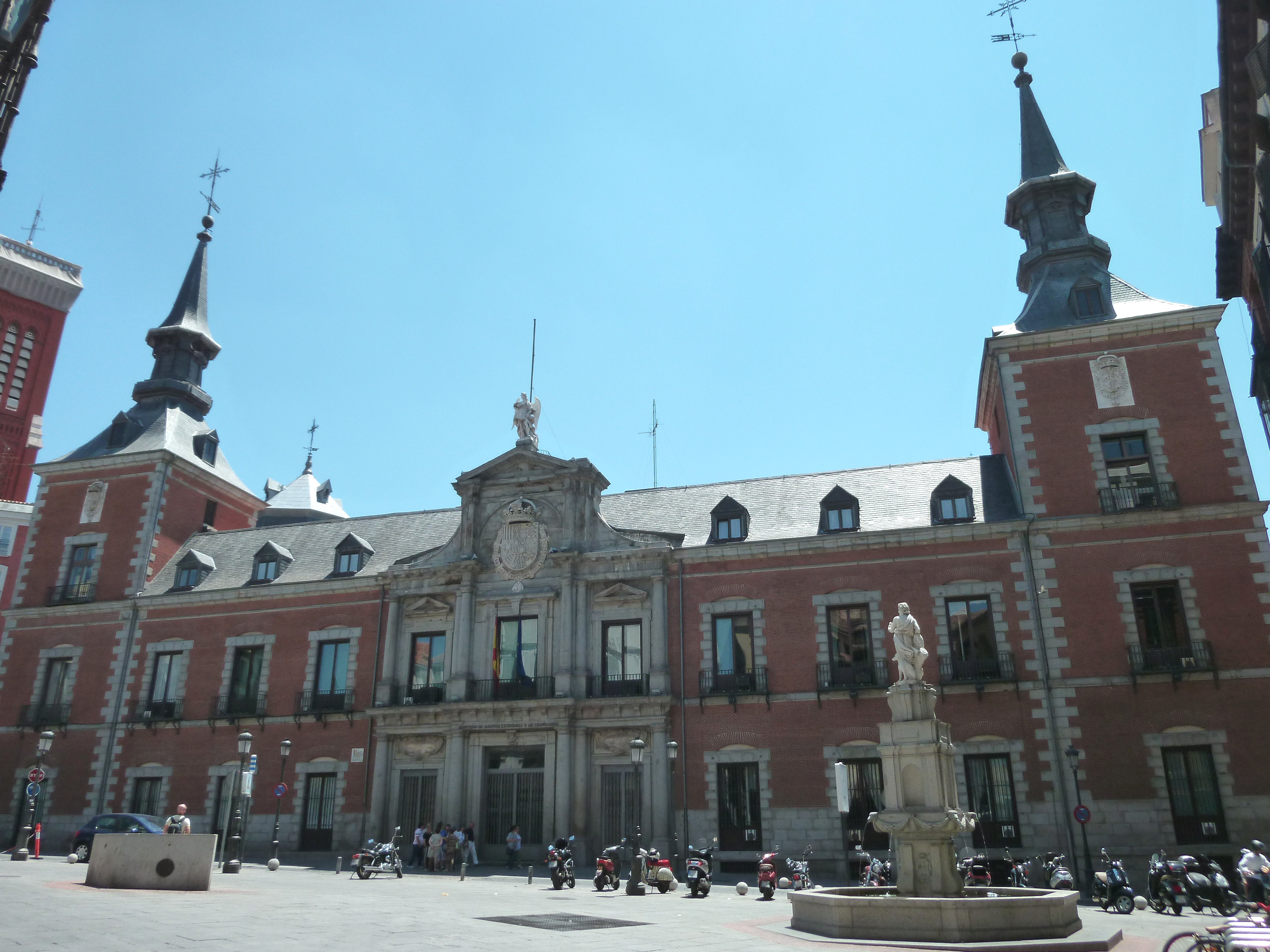
Der Santa-Cruz-Palast in Madrid

Der Palacio de Santa Cruz (deutsch Santa-Cruz-Palast) ist ein zwischen 1629 und 1636 erbauter Palast in der spanischen Hauptstadt Madrid nahe der Plaza Mayor. Ursprünglich wurde das Gebäude als Gefängnis verwendet, bis König Philipp IV. es als Palast nutzte. Heute gehört es zu den wichtigsten palastartigen Bauten in Madrid. Er ist als Bien de Interés Cultural (deutsch Kulturgut) deklariert.

## Geschichte
König Philipp IV. ließ das Gebäude 1629 ursprünglich als spanisch Sala de Alcaldes de Casa y Corte (Bürgermeisterhaus) erbauen, das zugleich als Hofgefängnis dienen sollte. Es trug damals den Namen spanisch Cárcel de Corte.
1767 verwendete es König Philipp V. lediglich als Bürgermeisterhaus und benannte das Gebäude in spanisch Palacio de Santa Cruz um.
Derzeit wird der Palast vom spanischen Ministerio de Asuntos Exteriores y de Cooperación (etwa Ministerium für Auswärtiges und Kooperation) als dessen Amtssitz genutzt.